# PlayStation Portable
PlayStation Portable (PSP) — портативна гральна консоль виробництва Sony Interactive Entertainment. PlayStation Portable — третій продукт компанії Sony в лінійці PlayStation. Анонс PSP відбувся на виставці E3 2003, а перша консоль була продемонстрована публіці 11 травня 2004 на прес-конференції, що проводиться Sony в рамках E3 2004. Перші продажі консолі були розпочаті в Японії 12 грудня 2004, в Північній Америці 24 березня 2005, і в PAL-регіонах 1 вересня 2005.
PlayStation Portable є першим зразком портативної гральної консолі, яка використовує оптичний накопичувач Universal Media Disc (UMD), як основний носій. Іншими відмінними можливостями гральної консолі є: великий широкоекранний РК-дисплей, розширені мультимедіа-можливості і можливість з'єднання з PlayStation 3, а також PlayStation 2, інтернетом та іншою PSP.

## Регіони
- PSP-x000 — Японія
- PSP-x001 — Північна Америка
- PSP-x002 — Австралія / Нова Зеландія
- PSP-x003 — Сполучене Королівство
- PSP-x004 — Європа / Індія
- PSP-x005 — Корея
- PSP-x006 — Гонконг / Сінгапур
- PSP-x007 — Тайвань
- PSP-x008 — СНД
- PSP-x009 — Континентальний Китай
- PSP-x010 — Центральна / Південна Америка

## Моделі

### PSP-1000
Найперша модель консолі, що вийшла у продаж 12 грудня 2004 у Японії, 24 березня 2005 в США та 1 вересня 2005 у Європі.

### PSP-2000 (Slim & Lite)
На E3 2007 Sony анонсувала нову версію PSP, яка надійшла в продаж у вересні 2007 року. У нової моделі змінився дизайн — вона стала на 33 % легше і на 19 % тонше, ніж оригінал. Також зміни торкнулися технічні сторони: додався композитний ТБ-вихід, подвоїлася внутрішня пам'ять PSP (64 Мб замість 32 Мб), збільшилася яскравість дисплея і з'явилася можливість заряджати PSP за допомогою USB. З нововведень також варто відзначити кешування даних з UMD в пам'ять PSP для швидшого завантаження ресурсів гри. WLAN-перемикач був перенесений наверх, де раніше знаходився ІЧ-порт (через непотрібність він був прибраний), що було зроблено, щоб уникнути випадкового включення Wi-Fi. Динаміки, які раніше знаходилися внизу, розмістили нагорі спереду. Відсік для UMD тепер доводиться відкривати вручну і через те, що PSP стала тонше, довелося відмовитися від автоматичного трея (диск доводиться вставляти вручну). На додаток до всього цього, Sony поліпшила кришку слота для карти пам'яті Memory Stick.

### PSP-3000 (Bright)
20 серпня 2008, на конференції в Лейпцигу, була продемонстрована нова модель PSP зі зміненим дизайном. За основу взятий дизайн Slim & Lite (PSP-2000), нова версія консолі має більш яскравий і насичений дисплей, вбудований мікрофон, овальні кнопки Start, Select і Home. Новий екран забезпечує вищу чіткість зображення і поліпшену передачу кольору. З несуттєвих змін в дизайні можна відзначити, що напис «SONY» перебрався в верхній лівий кут і логотип PS перебрався на кнопку (HOME), а також між кнопками зробили поглиблення.
Консоль надійшла у продаж в Північній Америці з 14 жовтня 2008 року та Європі з 15 жовтня 2008 року.

### PSP-N1000 (Go)

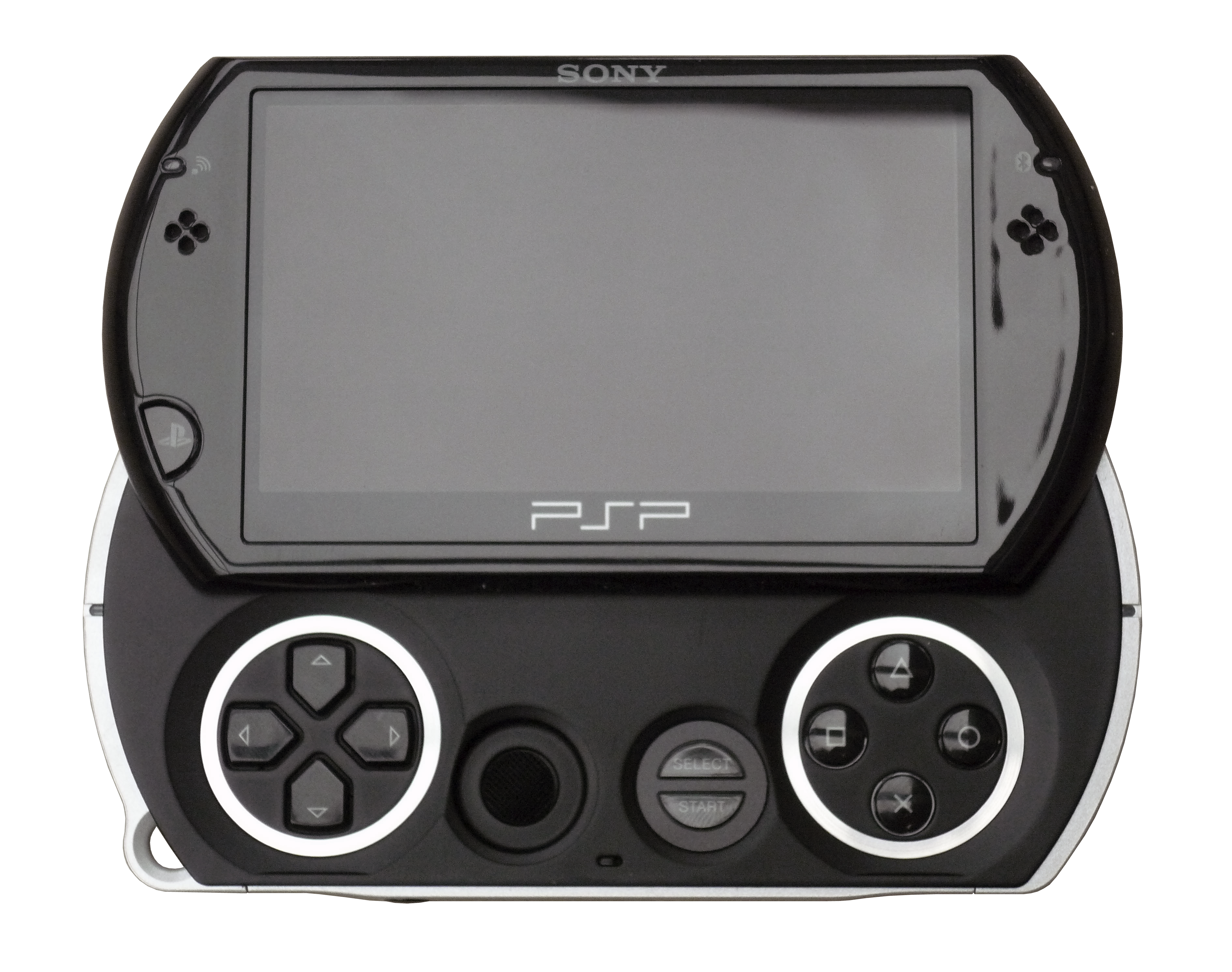

Про випуск нової моделі PSP під назвою PSP Go, стало відомо 30 травня 2009 року, в червневому епізоді Qore. Пізніше консоль була офіційно анонсована 2 червня 2009 корпорацією Sony Computer Entertainment на відкритті виставки ігрових досягнень E3 в Лос-Анджелесі. У PSP Go повністю перероблений корпус, з'явилася функція Bluetooth, розмір дисплея змінився на 3,8 дюйма і зменшилась вага в порівнянні з оригінальною PSP на 43 %. Разом з цим Sony прибрала UMD дисковод, придбати ігри можна через PSN та завантажити з допомогою Wi-Fi. На відміну від попередніх моделей, нова PSP має 16 Гб внутрішньої флеш-пам'яті і підтримує карти пам'яті стандарту Memory Stick Micro замість Memory Stick Duo. Ковзаючий механізм приховує головні лицьові кнопки і аналоговий джойстик, коли він не використовується.
Продажі PSP Go стартували 1 жовтня 2009 в Північній Америці та Європі, а 1 листопада — у Японії.

### PSP-E1000 (Street)
Ця модель продається тільки у Європі, надійшла у продаж 26 жовтня 2011 року. Вона схожа на PSP-3000, але в неї немає Wi-Fi модуля, стереозвуку та мікрофону. За рахунок цих змін дана модель є дешевшою, ніж PSP-3000.

## Апаратне забезпечення

### Технічні характеристики
PlayStation Portable була розроблена Сін'їті Огасавара для підрозділу Sony Computer Entertainment корпорації Sony. Ранні моделі вироблялися в Японії, але для зниження витрат на виробництво воно було переміщено в Китай.
Розміри консолі — 170 × 74 × 23 мм, маса з акумулятором — 280 грам. Розмір дисплея по діагоналі — 4,3 дюйма (110 мм), співвідношення сторін — 16:9, роздільна здатність — 480 × 272 пікселів, кількість кольорів — 16 млн.
Система заснована на процесорі MIPS R4000 і включає апаратне забезпечення для декодування мультимедіа (такого, як H.264) і векторний блок Virtual Mobile Engine. MIPS R4000 працює на частотах від 1 до 333 МГц. У 2005 році стало відомо, що Sony обрізала частоту процесора для програмного забезпечення на рівні в 222 МГц і причини цього невідомі. З оновленням системного ПЗ, частота 333 МГц стала стандартною частотою для роботи PSP, пов'язано це було з збільшенням продуктивності консолі для ресурсомістких ігор. У березні 2008 року з'явилася перша гра для PSP, яка використовувала 333 МГц — God of War: Chains of Olympus.
Система має основний ОЗП об'ємом в 32 Мбайт (у моделі PSP-2000 пам'ять збільшена до 64 Мбайт) і вбудовану DRAM обсягом 4 Мбайт. У консолі немає додаткового блоку керування пам'яттю. Також підтримуються картки пам'яті Memory Stick DUO об'ємом до 32 Гб (теоретично можуть підтримуватися карти об'ємом до 2 Тб).
Графічний чип працює на частоті шини (166 МГц), має 2 Мбайт вбудованої пам'яті, здійснює полігональний і NURBS — рендеринг, апаратне освітлення, відсікання, накладення текстур, стиснення текстур і теселяцію, затуманення, підтримує альфа-канал, тести глибини, вертексні змішування для ефектів морфінгу. Усі операції — у 16- або 24-бітному кольорі. Чип також використовується при перегляді зображень.

### Акумулятор
Тривалість роботи консолі зі стандартною батареєю на 1800 мА·год (у разі PSP-2000 і PSP-3000 на 1200 мА * год) відрізняється від менш ніж 3 годин при грі з максимальною яскравістю екрану і використанням Wi-Fi до 10 годин під час програвання MP3 з вимкненим екраном.
Також існують батареї більшої ємності, наприклад, батарея на 2200 мА·год, що збільшує час роботи приблизно на 20 %, або 3600 мА·год, що збільшує час, відповідно, у 2 рази. Сплячий режим дозволяє використовувати мінімум енергії батареї, при цьому ОЗП консолі залишається активним, що дає можливість миттєво увімкнути консоль для продовження роботи.

### Камера і GPS
Фотокамера Chotto Shot Camera та GPS-адаптер були анонсовані як доповнення для PSP в березні 2006. Камера Quick Shot (яп. ちょっとショット Chotto Shot?) Може і робити знімки, і записувати відео. Камера була випущена в Японії 1 листопада 2006 року за ціною в ¥ 5 000. GPS-адаптер також підтримував ігри, в основі геймплея яких полягало використання GPS, такі як Metal Gear Solid: Portable Ops.

## Ігри
Крім підтримки стандартних ігор, на PSP можна завантажувати і грати в деякі ігри PlayStation за допомогою емуляції. Їх можна завантажити на консоль за допомогою PlayStation Network через PlayStation 3, ПК або безпосередньо на PSP за допомогою Wi-Fi.

## Програмне забезпечення

### Системне програмне забезпечення (Прошивка)
- Кожна PlayStation Portable управляється прошивкою, яка містить операційну систему. Оновлення прошивки можна отримати трьома різними шляхами:
- Завантажити прямо на PSP через Wi-Fi-мережу.
- Завантажити на комп'ютер, після чого перекачати на PSP через USB-кабель або Memory Stick.
- Частина ігор поставляється з оновленням прошивки на UMD. Ці ігри можуть не запускатися з попередніми версіями прошивки.

Значні нововведення :
- У прошивці 1.50 з'явилася підтримка кириличного інтерфейсу.
- У прошивці 1.52 з'явилася підтримка музики на UMD і покращена безпека.
- У прошивці 2.00 з'явилася підтримка кириличних MP3-тегів, можливість зміни шпалер та Веббраузер.
- У прошивці 2.01 була закрита уразливість переповнення буфера при перегляді зображень у форматі TIFF.
- У прошивці 2.60 з'явилася можливість перегляду RSS-каналів.
- У прошивці 2.70 з'явився Adobe Flash Player 6-ї версії.
- У прошивці 2.71 з'явилася можливість запуску демоверсій ігор.
- У прошивці 3.00 з'явився емулятор оригінальної PlayStation.
- У прошивці 3.30 з'явилася можливість програвання відео в розширенні до 720 × 480.
- У прошивці 3.50 відключено обмеження частоти процесора в іграх.
- У прошивці 3.70 з'явилася можливість використовувати спеціальні теми оформлення і одночасно дивитися фотографії і слухати музику.
- У прошивці 3.80 з'явилася можливість слухати інтернет-радіо за допомогою Wi-Fi.
- У прошивці 3.90 з'явилася можливість здійснювати дзвінки через Skype (для PSP-2000).
- У прошивці 5.00 з'явилася можливість входити в магазин PSN з головного меню XMB.
- У прошивці 5.50 з'явилася можливість відкривати папки другого рівня підпапок в категоріях Музика, Фото та Відео.
- У прошивці 6.10 доданий плеєр SensMe і можливість виходу в інтернет на PSP Go за допомогою телефону (Через Bluetooth).

Остання версія прошивки — 6.61 (вийшла 15 січня 2015).

### Інтерфейс
У PlayStation Portable використовується графічний інтерфейс користувача, який називається XrossMediaBar.
Стандартний фоновий колір меню змінюється залежно від місяця року. Користувач також, починаючи з версії прошивки 2.00, може вибрати як фон за замовчуванням будь-який стандартний колір або картинку з карти пам'яті.

## Відгук у масовій культурі
Епізод «Найкращі друзі назавжди» серіалу «Південний парк» розгортається навколо гральної приставки «PlayStation Portable». У цьому епізоді приставка була створена Богом, щоб серед найкращих гравців вибрати полководця армії раю.

PSP зустрічається в безлічі фільмів (наприклад: «Не спійманий — не злодій», «Потрійний форсаж» і т. д.) і в деяких епізодах різних серіалів (наприклад «Доктор Хаус»).
1. ↑  Video Game Consoles Have Sold 1.56 Billion Units, PS2 is Top-Selling System Ever. Dual Shockers. 25.05.2020. Архів оригіналу за 3 червня 2020. Процитовано 26.05.2020.